# Athrycia curvineris
Athrycia curvineris är en tvåvingeart som först beskrevs av Zetterstedt 1844.  Athrycia curvineris ingår i släktet Athrycia och familjen parasitflugor. Inga underarter finns listade i Catalogue of Life.